# 南アフリカ共和国の港湾
南アフリカ共和国の港湾（みなみアフリカきょうわこくのこうわん、英語: Ports and harbours in South Africa）は、南アフリカ共和国における港湾について記す。

## 一覧
- ポート・ノロス港 （ポート・ノロス）
- サルダニア・ベイ港（英語版）（サルダニア・ベイ地方自治体（英語版）、サルダナ）
- ケープタウン港（英語版）（ケープタウン）
- モッセル・ベイ港（英語版）（モッセル・ベイ地方自治体（英語版））
- ポート・エリザベス港（英語版）（ポート・エリザベス）
- ンクラ港（英語版）（ポート・エリザベス、クーハ（Coega））
- イースト・ロンドン港（イースト・ロンドン）
- ダーバン港（英語版）（ダーバン）
- リチャーズベイ港（英語版）（リチャーズベイ（英語版））